# بیل فولر (بازیکن فوتبال)
بیل فولر (انگلیسی: Bill Fuller؛ زادهٔ ۶ آوریل ۱۹۴۴) بازیکن فوتبال اهل بریتانیا است.
از باشگاه‌هایی که در آن بازی کرده‌است می‌توان به باشگاه فوتبال مارگیت و باشگاه فوتبال کریستال پالاس اشاره کرد.